# Azov-Syvasj nationalpark
Azov-Syvasj nationalpark (ukrainska: Азово-Сиваський національний природний парк) är en ukrainsk nationalpark belägen i två separata områden i sydöstra delen av Cherson oblast. Det västra området ligger i centrala delen av Syvasj, på gränsen mellan distrikten Novotrojitske och Henitjesk, medan det östra ligger helt inom Henitjesk rajon och omfattar Byrjutjyjön (ukrainska: Бирючий Острів), egentligen en halvö, i den nordvästra delen av Azovska sjön.
Nationalparken skapades för skydda det unika kustlandskapet i området. Den är särskilt viktig för flyttfåglar, med över en miljon fåglar varje år. Azov-Syvasj invigdes den 25 februari 1993 och har en area på 52 582,7 hektar.